# David Ben-Gurion
David Ben-Gurion of Ben-Goerion (Hebreeuws: דוד בן גוריון) (Płońsk, Russisch Polen, 16 oktober 1886 – Ramat Gan, 1 december 1973) was de eerste premier van Israël van 1948 tot 1954 en daarna nog van 1955 tot 1963. Ben-Gurion was de drijvende kracht achter de Israëlische onafhankelijkheidsverklaring en een van de belangrijkste grondleggers van de staat Israël.

## Levensloop
Ben-Gurion werd geboren als David Gryn in Płońsk in Congres-Polen, een deel van het Russische Rijk, en verhuisde in 1906 - als gedreven zionist - naar Palestina. Daar werkte hij eerst als journalist, en nam, toen hij de politiek in ging, de Hebreeuwse naam Ben-Gurion (= "zoon van een jonge leeuw") aan.
Ben-Gurion studeerde rechten samen met Itzhak Ben-Zvi aan de Universiteit van Istanboel. Hij zette zich politiek in om in Mandaatgebied Palestina een Joodse staat te creëren, en had de leiding gedurende de Arabisch-Israëlische Oorlog van 1948. Op 14 mei 1948, de dag voordat het Britse mandaat van Palestina afliep, riep hij de onafhankelijke staat Israël uit, en diende aansluitend als premier tot 1963, met een onderbreking van twee jaar tussen 1953 en 1955. Hij was in 1968 medeoprichter van de Arbeidspartij, de regeringspartij gedurende de eerste drie decennia. Hij bleef in de Knesset tot hij zich in 1970 uit de politiek terugtrok. Tot zijn dood woonde hij in de kibboets Sde Boker in de Negev-woestijn.

## Politieke activiteiten
Gedurende zijn jaren in Palestina, tot het moment dat hij de staat Israël uitriep, speelde hij een hoofdrol bij de immigratie van Joden naar Palestina en sinds 1930 bij politieke activiteiten van de Zionistische Arbeiders Organisatie Mapai, (de latere Israëlische Arbeidspartij).
Vanaf 1935 was hij voorzitter van de Jewish Agency for Palestine, de latere Jewish Agency for Israel.
Ben Gurion werd leider van de paramilitaire Joodse organisatie Hagana, die vaak zaken deed met de Britten. Hij was betrokken bij een aantal gewelddadige acties gedurende de periode dat de Hagana samenwerkte met de radicalere Irgun van Menachem Begin. Deze paramilitaire Joodse organisaties waren berucht vanwege het gebruik van geweld tegen Palestijnen en Britten. Dit verergerde toen de Britten een immigratiestop voor Palestina afkondigden.
Van 6 tot 11 mei 1942 nam Ben-Gurion deel aan de Biltmoreconferentie van zionistische leiders in New York. De deelnemers begrepen dat de VS een supermacht in opkomst was en dat de Amerikaanse Joden een belangrijke rol te spelen hadden. Het Britse MacDonald White Paper werd verworpen en Ben-Gurion en de zijnen zouden het Biltmoreprogramma gaan uitvoeren: onder meer joodse kolonisatie in heel Palestina. De invloed van zijn gematigde tegenspeler Chaim Weizmann binnen de zionistische beweging nam vanaf nu af, hoewel hij naar buiten toe nog wel een van de boegbeelden was.
In juni 1948 rekruteerde Ben-Gurion strijders van de Hagana om de Shin Bet te vormen, de binnenlandse veiligheidsdienst. Die opereerde tot 1957 in het geheim en werd bekend vanwege zijn controversiële en gewelddadige behandelingsmethoden ten aanzien van Palestijnse gevangenen.
Gedurende de eerste weken van het bestaan van Israël werd besloten om alle ondergrondse paramilitaire cellen, zoals Hagana (met de operationele tak Palmach), Etsel/Irgun, Lechi/Sterngroep, te ontbinden en te vervangen door één officieel leger, het Israëlisch defensieleger. De Irgun, die een grote hoeveelheid munitie en wapens aanvoerde op het schip Altalena, wilde niet in dit leger opgaan. Na discussie hierover gaf Ben-Gurion uiteindelijk het bevel om het schip tot zinken te brengen. Dat bevel is tot op de dag van vandaag controversieel in Israël.

### Houding ten opzichte van de Palestijnse bevolking
Ben-Gurion huldigde aanvankelijk een opvatting over de autochtone Palestijnse bevolking, die later door de Israëlische historicus Shlomo Sand werd beschreven, namelijk die van het integrationisme. Deze doctrine houdt in dat de inheemse bevolking van Palestina door de zionisten werd beschouwd als etnische Joden die van hun Joodse wortels waren vervreemd. Volgens Sand ging Ben-Gurion (als integrationist) ervan uit dat een Joodse ballingschap na de Bar Kochba-opstand van 132 - 136 na Chr. een fictie was; evenals het feit dat, nadat Arabieren Palestina veroverd hadden, vele Joden tot de Islam waren overgegaan. Het zou er nu alleen nog om gaan hen weer van hun Joodse afkomst bewust te maken. Ben-Gurion, zelf een seculiere Jood, hoopte een tijdlang (met andere prominenten als Jitzhak Ben Zvi en Israel Belkind) dat men deze autochtone fellah's ertoe zou kunnen brengen zich te ontwikkelen tot cultuur-Joden en seculiere Israëlische staatsburgers.
Volgens Shlomo Sand ging Ben-Gurion hier later heel anders over denken. Er is bijvoorbeeld niets meer van te bespeuren in de Israëlische onafhankelijkheidsverklaring van 1948 (die voor een groot deel van zijn hand is).
Toch zegt Sand dat de jonge integrationist Ben-Gurion in zekere zin gelijk had: elke veroverende macht draagt zijn genen over aan overwonnen volken. En dat het heel waarschijnlijk is dat een inwoner van Hebron meer verwant is aan de oude Hebreeën, dan de meerderheid van diegenen, waar ook ter wereld, die zich als Jood identificeren.

## Trivia
- Ben-Gurion werd door Time Magazine uitgeroepen tot een van de 100 mensen die het meest vorm hebben gegeven aan de twintigste eeuw.[7]
- Luchthaven Ben-Gurion en de Ben-Gurion-universiteit zijn naar hem vernoemd.

- Bibsys: 90166392
- Biblioteca Nacional de España: XX1203535
- Bibliothèque nationale de France: cb120551588 (data)
- Catàleg d'autoritats de noms i títols de Catalunya: 981058615067106706
- CiNii: DA02132749
- Gemeinsame Normdatei: 118508970
- International Standard Name Identifier: 0000 0003 6861 9347
- Library of Congress Control Number: n50007677
- Nationale Bibliotheek van Letland: 000214695
- MusicBrainz: 0e486796-cb8a-446e-9f70-253bbcb99c45
- National Archives and Records Administration: 10580299
- Bibliotheek van het Japanse parlement: 00432848
- Nationale Bibliotheek van Tsjechië: xx0013457
- Nationale bibliotheek van Australië: 35017225
- Nationale Bibliotheek van Israël: 987007258575505171
- Nationale Bibliotheek van Polen: a0000001724713
- Nederlandse Thesaurus van Auteursnamen: 070821380
- Russische Staatsbibliotheek: 000104329
- Istituto Centrale per il Catalogo Unico: SBLV047446
- LIBRIS: 39734
- SNAC: w6154rcd
- Système universitaire de documentation: 027533441
- Trove: 791795
- Virtual International Authority File: 32016450
- WorldCat: E39PBJjXcPVJv7yMrMTX8XJ4bd